# 埃爾克鎮區 (堪薩斯州歐塞奇縣)
埃爾克鎮區（英語：Elk Township）是位於美國堪薩斯州歐塞奇縣的一個行政鎮區。

## 地方資料
埃爾克鎮區的面積為140.45平方千米，當中陸地面積為140.18平方千米，而水域面積為0.27平方千米。根據2010年美國人口普查的數據，當地共有人口1886人，而人口密度為每平方千米13.43人。

## 外部連結
- US-Counties.com
- City-Data.com （页面存档备份，存于）